# Passage du torrent
Passage du torrent est un dessin réalisé par Anne-Louis Girodet pour servir d'illustration à une édition de 1806 de Paul et Virginie, le roman de Jacques-Henri Bernardin de Saint-Pierre. 
Il est conservé par la Bibliothèque nationale de France, à Paris.
De format vertical, il représente Paul portant Virginie sur son dos alors qu'il se hisse sur un rocher au milieu d'un torrent de l'île de France, laissant un bananier et un cocotier sur la rive derrière eux.
Pour sa reproduction, le dessin est gravé par Barthélemy Joseph Fulcran Roger. La légende lui adjoint une parole rassurante du jeune homme à celle dont il prend grand soin : « N'aie pas peur, je me sens bien fort avec toi ».

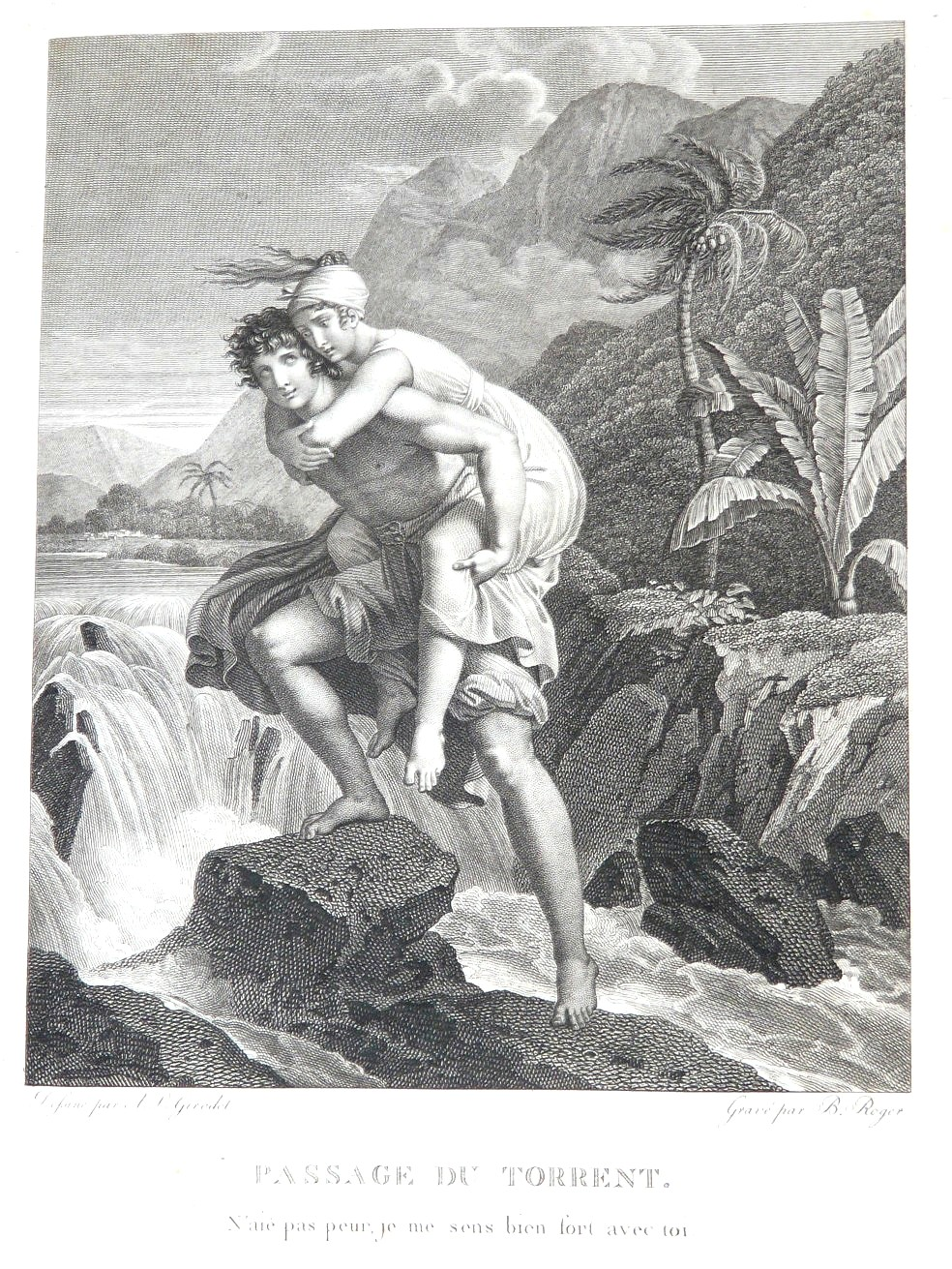
Gravure du Passage du torrent par Barthélemy Joseph Fulcran Roger.